# Mapsidius chenopodii
Mapsidius chenopodii is een vlinder uit de familie van de dikkopmotten (Scythrididae). De wetenschappelijke naam van de soort is voor het eerst geldig gepubliceerd in 1947 door Swezey.